# Lá Vem Todo Mundo
Lá Vem Todo Mundo: o Poder de Organizar Sem Organizações (em inglês, Here Comes Everybody: The Power of Organizing Without Organizations) é um livro de Clay Shirky, publicado em português pela Zahar em 2008, sobre os efeitos da internet em dinâmicas de grupo e organizações modernas. O autor considera exemplos como Wikipédia e MySpace em sua análise. Segundo Shirky, o livro é sobre "o que acontece quando as pessoas são dadas as ferramentas para fazer as coisas juntas, sem a necessidade de estruturas organizacionais tradicionais". O título da obra faz alusão a HCE, figura recorrente e central de James Joyce's Finnegans Wake.

## Sinopse
No livro, Shirky mostra como ferramentas sociais, tais como softwares de blog como WordPress e Twitter, plataformas de compartilhamento de arquivos como Flickr, e plataformas de colaboração online como a Wikipédia, dão suporte a diálogos e ações em grupo de uma forma que antes só podiam ser conseguidos através de instituições. Shirky argumenta que com o advento de ferramentas sociais online, grupos podem ser formados com menos restrições de tempo e custo, da mesma forma que a imprensa aumentou a expressão individual, e o telefone aumentou a comunicação entre indivíduos. Shirky observa que: 
"[Toda] instituição vive em uma espécie de contradição: ela existe para tirar proveito do esforço de um grupo, mas alguns de seus recursos são drenados para dirigir o esforço. Chame isto de dilema institucional--como uma instituição gasta recursos para gerir os recursos, há uma lacuna entre o que as instituições são capazes de fazer, na teoria e na prática, e quanto maior a instituição, maiores os custos."
Ferramentas sociais online, Shirky argumenta, permitem que grupos se formem em torno de atividades "cujos custos são mais elevados do que seu valor potencial," para as instituições. Shirky também argumenta que o sucesso da criação de grupos online depende da fusão bem sucedida de uma "promessa plausível, uma ferramenta eficaz, e uma barganha aceitável para o utilizador". No entanto, Shirky avisa que este sistema não deve ser interpretado como uma receita para o sucesso na utilização de ferramentas sociais pois a interação entre os componentes é muito complexa.
Shirky também discute a possibilidade do amadorismo em massa que a internet permite. Com blogs e sites de compartilhamento de fotos, qualquer pessoa pode publicar um artigo ou foto que ela criou. Isso cria um amadorismo em massa de jornalismo e fotografia, exigindo uma nova definição de quais credenciais fazem de alguém um jornalista, fotógrafo ou repórter. Este amadorismo em massa ameaça mudar a maneira que notícias são distribuídas por diferentes meios de comunicação.
No entanto, após a publicação, em uma entrevista para jornalism.co.uk, Clay Shirky reviu algumas de sua própria obras dizendo que a "legitimação democrática é em si suficiente para considerar a opinião pública como sendo claramente vinculada ao governo." Shirky usa o exemplo da priorização de uma campanha para legalizar a maconha medicinal na Change.gov, indicando que, embora fosse um resultado positivo, não foi um positivo absoluto para a democracia. Ele admite que a pressão pública através da internet poderia ser um outro método de implementação para grupos de interesses especiais.

## Resposta crítica
The Bookseller declarou que o livro foi um dos dois livros "mais revistos" durante o fim de semana de Páscoa [2008], observando que o crítico Dibbell do Telegraph, o achou "claramente argumentado, o livro mais esclarecedor sobre a internet já escrito" e que o crítico do The Guardian, Stuart Jeffries, o chamou de "muitíssimo inteligente" e "angustiante".
Em uma crítica de 2009, contribuinte do NYTimes.com Liesl Schillinger chamou o livro de "eloquente e acessível", e encorajou os leitores a comprar o livro, que recentemente tinha sido lançado em brochura.
No Times Higher Education, Tara Brabazon, professora de Estudos de Mídia na Universidade de Brighton, critica Lá Vem Todo Mundo por excluir os "cidadãos mais velhos, os pobres e os analfabetos". Brabazon também argumenta que a "suposição de que 'nós' podemos aprender sobre tecnologia com a tecnologia, sem atenção ao contexto (ao invés do conteúdo) gerado por usuários - é o impressionante silêncio escancarado do argumento de Shirky".

## Leitura complementar
- New York Times book review
- Ars Technica resenha do livro
- Revisão pelo The Guardian